# Eugryllodes littoreus
Eugryllodes littoreus är en insektsart som först beskrevs av Bolívar, I. 1885.  Eugryllodes littoreus ingår i släktet Eugryllodes och familjen syrsor. Inga underarter finns listade i Catalogue of Life.